# Перевёрнутый айб
ՠ (перевёрнутый айб) —  буква разширенного армянского письма, использующаяся как фонетический символ. Представляет собой перевёрнутую букву айб.

## Использование
Была изобретена Р. Ачаряном и впервые использована в его «Армянском словаре диалектов» 1913 года. Позже использовалась в «Корневом словаре армянского языка», который выпускался в 1926—1935 годах, и всё ещё употреблялась в его втором издании 1971—1979 годов. Обозначала звук [æ]; сейчас вместо неё обычно используется ա̈ или латинская буква ä.
Согласно «Определителю языков» Н. В. Юшманова, использовалась в армянском варианте алфавита для курдского языка, хотя в алфавите А. Казаряна она не использовалась.

## Кодировка
Строчная формы буквы перевёрнутый айб была добавлена в стандарт Юникод в версии 11.0 в блок «Армянское письмо» (англ. Armenian) под шестнадцатеричным кодом U+0560.